# 维拉斯泰洛内
维拉斯泰洛内（義大利語：Villastellone），是意大利都灵省的一个市镇。总面积19平方公里，人口4864人，人口密度256.0人/平方公里（2009年）。ISTAT代码为001308。